# Věžná
Věžná (deutsch Wieschna) ist eine Gemeinde in Tschechien. Sie liegt fünf Kilometer nordöstlich von Černovice und gehört zum Okres Pelhřimov.

## Geographie
Věžná befindet sich im Süden der Böhmisch-Mährischen Höhe am rechten Ufer des Baches Vintířovský potok. Südwestlich erhebt sich der Svidník (Swidnik, 739 m). Nordöstlich befindet sich der ehemalige Militärflugplatz Kámen. Durch den Ort führt die Staatsstraße 128 zwischen Černovice und Pacov.
Nachbarorte sind Dvořiště, Šimpach, Kejtův Mlýn und Eš im Norden, Kámen im Nordosten, Vysoká Lhota und Peklůvko im Osten, Dobrá Voda u Pacova, Tvrziny und Lhotka im Südosten, Vintířov und Moudrov im Süden, Brnský Mlýn und Brná im Südwesten, Bělá im Westen sowie Obrataň im Nordwesten.

## Geschichte
Der erste urkundliche Nachweis des Dorfes erfolgte 1358 im Zuge der Ersterwähnung der Kirche.
1840 wurde die Schule errichtet, sie dient heute als Sitz der Gemeindeverwaltung. Nach der Aufhebung der Patrimonialherrschaften bildete Věžná/Wiežna ab 1850 mit dem Ortsteil Brny eine Gemeinde in der Bezirkshauptmannschaft Pelhřimov. 1880 entstand an der östlichen Peripherie ein neuer Friedhof, der sukzessive den Friedhof an der Kirche ersetzte. Zwischen 1947 und 1960 gehörte Věžná zum Okres Pacov und kam nach dessen Aufhebung zum Okres Pelhřimov zurück. 1980 erfolgte die Eingemeindung nach Obrataň. 1990 entstand die Gemeinde Věžná wieder.
Das Gebäude der ehemaligen Schule dient heute als Sitz der Gemeindeverwaltung. Der Friedhof wird von fünf Gemeinden gemeinsam genützt. Věžná besteht aus 76 Häusern.

## Gemeindegliederung
Die Gemeinde Věžná besteht aus den Ortsteilen Brná (Birna) und Věžná (Wieschna), die zugleich auch Katastralbezirke bilden.

## Sehenswürdigkeiten
- Kirche des hl. Georg, die seit 1358 nachweisliche Kirche wurde 1384 zur Pfarrkirche erhoben. Ihre heutige Gestalt erhielt sie beim Umbau von 1733. An ihren Außenwänden befinden sich elf Grabmäler des Geschlechts Malovec von Malovice auf Kámen aus der Zeit von 1558 bis 1630. Der Altar entstand 1764.
- Pfarrhaus
- Denkmal für die Opfer des Ersten Weltkrieges, gegenüber der Kirche
- Naturschutzgebiet Kejtovské louky, nördlich des Dorfes bei Dvořiště
- Isolatoren- und Blitzschutzmuseum von František Daňek in Dvořiště